# いやしす
いやしすは、愛知県名古屋市東区にある複合施設オアシス21のマスコットキャラクター。

## 概要
- パラサウロロフスという実在した恐竜をイメージしている。身体は青色。
- 誕生日は、公募で名前が決まった2005年6月21日となっている。
- オアシス21のウェブサイト内でブログを運営している。
- 毎月21日の「オアシス21の日」に、銀河の広場で行なわれるイベントなどに登場している。